# حافة الظلام (فلم)
حافة الظلام (Edge of Darkness) فيلم إثارة انتج في 2010 مقتبس من مسلسل بريطاني يحمل نفس العنوان من إنتاج تلفزيون بي بي سي ، الفيلم من بطولة ميل غيبسون وراي وينستون ، يعد هذا الفيلم بمثابة عودة لميل غيبسون بعد انقطاع لمدة ثمانية سنوات عن أدوار البطولة السينمائية راي وينستون رُشح لعدة جوائز عن دوره المدهش في الفيلم وبلغت ميزانية إنتاج الفيلم 60 مليون دولار، بينما جمع إيرادات وصلت إلى 81 مليون دولار حول العالم.

## القصة
توماس كرافين (ميل غيبسون) محقق مخضرم في شرطة بوسطن، متخصص في جرائم القتل، الذي يعيش مع ابنته الوحيدة إيما.ذات يوم تقتل ابنته بطلق ناري على بعد خطوات من منزلهما. في البداية يعتقد توماس أنها قد قتلت بطريق الخطأ، وأنه كان المستهدف الحقيقي من الجريمة، ولكن عندما يبدأ في التحقيق في الجريمة وتتبع خيوطها يكتشف حقائق لم يكن يعلمها عن ابنته، وأنها تعمل في مهام غامضة لحساب جهاز أمني، وهو نفس الجهاز الذي قام بقتلها، ليضمن اختفاء الأسرار التي تعرفها.

## طاقم العمل
- ميل غيبسون بدور توماس كرافين محقق جرائم القتل في شرطة بوسطن.
- راي وينستون بدور داريوس جيدبورغ عميل وكالة المخابرات المركزية الذي يأتي لتغطية الجريمة.
- داني هيوستن بدور جون جاك بينييت.
- بويانا نوفاكوفيتش بدور إيما الابنة المقتولة.
- شون روبرتس بدور ديفيد بورنهام صديق إيما.

## روابط إضافية
- الموقع الرسمي
- مقالات تستعمل روابط فنية بلا صلة مع ويكي بيانات